# Malibu Stacy (groupe)

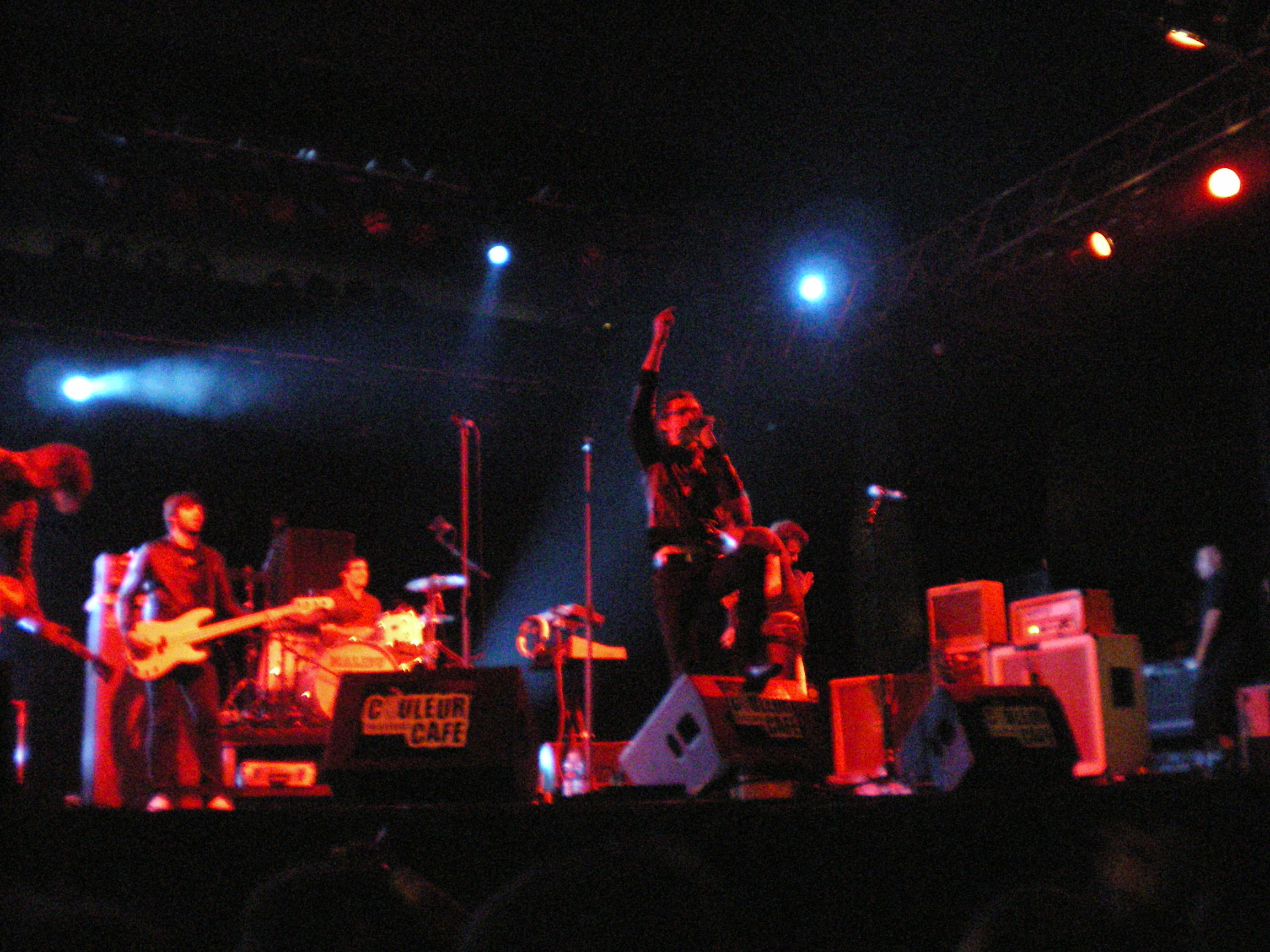
Malibu Stacy au festival Couleur Café en 2007.

Malibu Stacy est un groupe belge originaire de Visé ( Liège ), une ville située située dans la Basse-Meuse et considérée comme sa capitale.
Leur style, difficile à définir clairement, se situe entre la power-pop et le rock, et est parfois décrit comme étant du pop-punk post-stonerrock à tendance un peu yé-yé.

## Membres
- David de Froidmont : chant
- Michaël Jaguar Goffard : guitare
- Salvio La Delfa : batterie
- David Halleux : guitare
- Jérôme Gierkens : claviers
- Pr. Christophe Félon Levaux : basse
- Benoît Damoiseau : batterie et trompette
- Renaud Langelotti : chant sur une reprise de Smashing Pumpkins, mais dans un groupe précédent.

### Anciens membres
- Sebastien Peters : batterie (2003 - 2004)
- Jean-Christophe Olivier : basse (2003 - 2005)

## Historique
Le groupe s'est formé en 2003 sur les cendres des Cash Converters, en vue de participer au Concours Circuit, célèbre concours organisé par l'association Court-Circuit (entre autres, Sharko et Hollywood Porn Stars en ont été lauréats). Malibu Stacy remporta la finale en novembre 2004 au Botanique à Bruxelles.
À la suite de cette victoire, le groupe décroche un contrat avec le label indépendant 62TV Records. Ils enregistrent leur second essai (le premier étant une démo autoproduite de trois titres datant de 2004), un EP 5 titres sorti en 2005, puis rapidement, le succès aidant, leur premier album, intitulé G, enregistré en Italie sous la houlette de Francesco Donadello, et sorti en 2006 (puis réédité en édition limitée la même année).
Après quelques derniers concerts à l'hiver 2007 et quelques verres de prosecco brut, Malibu Stacy s'envole pour New York (en avion) en avril 2008 au studio Headgear pour enregistrer son second LP, Marathon, sorti le 19 septembre.
Leur chanson "Los Angeles" figure sur le jeu FIFA 07.
Leur troisième album intitulé "We Are Not From" est sorti dans les bacs (de disques) en automne 2011.
EN 2024, le groupe rate malheurseument le coche en oubliant de se reformer pour ses 20 ans. Il envisage alors de se reformer en 2028 pour l'anniversaire de sortie des 20 ans de son 2e album, moins populaire, mais de bonne facture tout de même (utilisation de reverb ou de distortion, etc.) 
Leur nom vient de la poupée Malibu Stacy des Simpson.

## Discographie
- 2004 : Démo autoproduite

1. Peniche Praia
2. Grasshopper Green
3. Christmas

- 2005 : EP

1. Sh Sh
2. Peniche Praia
3. Grasshopper Green
4. Sex In Malibu
5. Morning Trouble (In A Coffee Cup)

- 2006 : G

1. Intro
2. Killing All The Young Gods
3. Come On Commons
4. Los Angeles
5. The Fever
6. Saturday Night Fisher
7. Sex In Malibu
8. Soda Pop
9. Sh Sh
10. VHF UHF
11. Runaways
12. Feck This (1985)
13. I-Naked

- 2008 : Marathon

1. Hotel de Police
2. I Was Spartacus
3. Ladies Can't Drive
4. Bonadona
5. Join The Glenwood Army
6. Flashdance
7. Troublemakers
8. Maria
9. Older Bolder (and stuff like that...)
10. Duck and Cover
11. Black Shoes
12. White Teeth

- 2011 : We Are Not From

1. Général Thys
2. Razorback
3. Patricia
4. The Road is Dead
5. Gyokusaï
6. All Saints' Day
7. Childhood's End
8. New Year
9. Mardi Gras
10. Lassa Lucia!